# Tony Malaby
Tony Malaby (Tucson, 1964) is een Amerikaanse jazzsaxofonist.

## Biografie
Malaby groeide op in Tucson en bezocht vanaf 1990 het William Paterson College in New Jersey. Hij ontmoette in New York de organist Joey DeFrancesco, als wiens sideman hij een jaar lang werkte. Vervolgens werkte hij met meerdere bands en muzikanten, waaronder Charlie Hadens Liberation Music Orchestra, Paul Motians Electric Bebop Band, Mark Helias' Open Loose en Fred Herschs kwintet en zijn Walt Whitman project, bovendien met Mario Pavone, Bobby Previte, Tom Varner, Marty Ehrlich, Sunna Gunnlaugs, Mark Dresser en Kenny Wheeler. Tijdens deze periode begon ook zijn samenwerking met Michael Formanek in een band met Tom Rainey en Marty Ehrlich.
In 1993 verscheen zijn eerste album Cosas als co-leider met Joey Sellers en Michael Formanek. In 1996 nam hij met de trompettist Dave Scott de cd Quartet op. In 2000 verscheen zijn eerste eigen album Sabino. Er volgden Apparitions (met Tom Rainey, Michael Sarin en Drew Gress, 2003), Alive in Brooklyn (opname uit het Barbès (Brooklyn), met Angelica Sanchez en Tom Rainey, 2004) en Adobe (met Drew Gress en Paul Motian, 2004).
Op zijn album Paloma Recio wijdde hij zich naast eigen composities, die hij vertolkte met Ben Monder, Eivind Opsvik en Nasheet Waits, aan de Musica Calada van Frederic Mompou. In zijn trio Tamarindo speelde hij in 2012 met William Parker en Nasheet Waits resp. Mark Ferber. In 2014 bracht hij het album Somos Agua uit. Malaby woont in New Jersey. In 2017 bracht hij bij Clean Feed Records het album New Artifacts uit met Mat Maneri en Daniel Levin.
- Bibsys: 6019753
- Bibliothèque nationale de France: cb15534584j (data)
- Catàleg d'autoritats de noms i títols de Catalunya: 981058522826506706
- Gemeinsame Normdatei: 135519381
- International Standard Name Identifier: 0000 0000 7848 3795
- Library of Congress Control Number: no00025383
- MusicBrainz: 9b34b72d-74cc-4aad-b088-9d107a90b222
- Système universitaire de documentation: 137704224
- Virtual International Authority File: 80238453